# Рэтлифф, Эллингтон
Эллингтон Ли Рэтлифф (англ. Ellington Lee Ratliff) — американский актёр и музыкант, барабанщик поп-рок-группы R5.

## Биография
Эллингтон Рэтлифф родился в Лос-Анджелесе, но много времени в детстве проводил с дедушкой и бабушкой в Висконсине. Он увлекался игрой на барабанах, а также играл в школьной гаражной группе.
В семье Рэтлиффа были артисты, выступавшие на Бродвее, и юный Эллингтон с детства находился на сцене. Его первое «прослушивание» состоялось в трёхмесячном возрасте. Позже он развивался как актёр и танцор и снялся в нескольких фильмах и телесериалах.
Однажды в Калифории он встретился с семьёй Линчей, которые тоже выступали вместе, и принял их приглашение присоединиться к группе R5. Название коллектива было выбрано по первым именам братьев и сестры Линчей — Райкер, Райдел, Рокк и Росс, — а также по фамилии Рэтлиффа. В 2010 году группа выпустила дебютный мини-альбом Ready Set Rock, а в 2012 году подписала контракт с Hollywood Records. В 2013 году вышел первый полноценный альбом R5 Louder, а через год — второй лонгплей Sometime Last Night, который дебютировал в национальном хит-параде на шестом месте.

## Фильмография

### Фильмы
| Год  |   | Русское название | Оригинальное название | Роль          |
| ---- | - | ---------------- | --------------------- | ------------- |
| 2001 | ф | Все что нужно    | All You Need          | Робби Креншоу |
| 2012 | ф | Мой дядя Рафаэль | My Uncle Rafael       | фотограф      |

### Сериалы
| Год       |   | Русское название             | Оригинальное название      | Роль                            |
| --------- | - | ---------------------------- | -------------------------- | ------------------------------- |
| 2005      | с | Мыслить как преступник       | Criminal Minds             | Ронни Хокинс                    |
| 2009      | с | Значит, ты умеешь танцевать? | So You Think You Can Dance | Приглашенный исполнитель группы |
| 2009      | с | Иствик                       | Eastwick                   | подросток                       |
| 2010      | с | Виктория-победительница      | Victorious                 | Эван                            |
| 2011      | с | Воспитывая Хоуп              | Raising Hope               | сын                             |
| 2013      | с |                              | Red Scare                  |                                 |
| 2017—2018 | с | Раскосяченные                | Disjointed                 | Подросток №2                    |
| 2018      | с | Повзрослевшие                | Grown-ish                  | Крег                            |